# IEEE 802.11h
IEEE 802.11h est un amendement à la norme IEEE 802.11 permettant d'harmoniser le standard IEEE 802.11a avec les contraintes règlementaires de la Communauté européenne relatives aux transmissions hertziennes dans la bande de fréquences des 5 GHz et aux économies d'énergie. Cet amendement a été ratifié le 14 septembre 2003 et publié le 14 octobre de la même année.

## Description
IEEE 802.11h spécifie des adaptations pour la gestion, en Europe, du spectre et de la puissance de transmission relatives aux réseaux informatiques utilisant une liaison sans fil dans la bande de fréquences des 5 GHz. La norme prévoit des mécanismes de sélection dynamique de fréquence et de contrôle de la puissance de transmission.
Pour la sélection dynamique de fréquence, le DFS (Dynamic Frequency Selection) réalise le service de gestion du spectre. Celui-ci est chargé de :
- l'uniformité de l'utilisation des canaux disponibles ;
- la cohérence avec les exigences réglementaires européennes ;
- éviter les interférences avec d'autres systèmes comme celui des radars. La façon de détecter ces systèmes n'est cependant pas précisée dans l'amendement.

Pour le mécanisme de contrôle de la puissance transmise, le TPC (Transmit Power Control) fournit des services pour :
- la sélection de la puissance de transmission par canal en cohérence avec la réglementation locale ;
- l'adaptation de la puissance de transmission basée sur un ensemble d'informations ;
- le contrôle de la consommation.

## Relation avec la normalisation européenne
L'amendement IEEE 802.11h, qui est une extension à la norme IEEE 802.11a, a initialement été rédigé afin de mettre en conformité les équipements Wi-Fi opérant dans la bande de fréquences des 5GHz avec la norme européenne d'harmonisation EN 301 893. Celle-ci a été élaborée par le groupe de travail BRAN (Broadband Radio Access Networks) de l'ETSI. En raison des interférences possibles avec les radars de radiorepérage, cette norme européenne impose notamment des mécanismes de contrôle de la puissance transmise et de sélection dynamique de fréquence, ainsi que les sous-bandes de fréquences permises à l'utilisation des réseaux sans fil.
L'amendement IEEE 802.11h, conjointement à la norme EN 301 893, autorise, aussi bien à l'intérieur qu'à l'extérieur des bâtiments, une puissance isotrope rayonnée équivalente (PIRE) moyenne maximale de 1 W dans la bande de fréquences comprise entre 5,470 et 5,725 GHz.